# Adriaanpolder
De Adriaanpolder was een polder en een waterschap in de gemeente Kortgene op Noord-Beveland, in de Nederlandse provincie Zeeland.
De polder werd rond 1711 bedijkt en verkaveld en werd genoemd naar de bedijker Adriaan Dingmans. Op 9 november 1709 had hij een contract getekend met de Heer van Kortgene (Cornelis, graaf van Nassau) over de bedijking en de verdeling van de gronden.
Sedert de oprichting van het afwateringswaterschap Stadspolder c.a. in Noord-Beveland in 1872 was de polder hierbij aangesloten.
Op 1 februari 1953 overstroomde de polder. De polder viel op 15 april weer droog.